# 板付
板付（いたづけ）は福岡県福岡市博多区の地名。大字板付と板付1丁目 - 7丁目（住居表示実施済）がある。2017年(平成29年)現在の人口10,475人、郵便番号は812-0888。

## 地理
博多区の南端と空港の間に位置する。北で那珂・東那珂と、北から東にかけて西月隈・上月隈と、南東で井相田と、南で麦野・三筑と、西で諸岡と接する。

### 河川
- 御笠川
- 那珂古川
- 諸岡川

## 歴史
1889年（明治22年）の町村制施行以前は板付村だったが、町村制施行後は那珂郡那珂村となった。1940年（昭和15年）4月17日に町制し那珂町となり、1955年（昭和30年）4月5日に那珂町は福岡市に編入された。1956年（昭和31年）以降、大字板付の一部が南八幡町などに分割され、1968年（昭和43年）に板付1丁目 - 7丁目として住居表示が実施された。1972年（昭和47年）4月1日に福岡市は政令指定都市となり、博多区の一部となった。

### 町域の変遷
| 住居表示実施後           | 実施年月日         | 住居表示実施前（各大字の一部）   |
| ------------------------ | ------------------ | -------------------------------- |
| 板付一丁目から板付七丁目 | 1968年（昭和43年） | 板付・上月隈・諸岡・麦野・立花寺 |

## 施設
- 板付団地
- 板付遺跡弥生館
- 板付中央公園
- 板付北小学校
- 板付郵便局[注釈 1]
- 九州管区警察学校

## 史蹟
- 板付遺跡

## 交通

### 道路
- 福岡高速環状線
  - 板付出入口
- 福岡外環状道路
- 福岡県道112号福岡日田線
- 福岡県道505号板付牛頸筑紫野線
- 福岡市道那珂麦野線
- 福岡市道下月隈高木線

### バス
西鉄バスが運行しており、以下の停留所がある。
- 県道112号：板付・板付二丁目・新屋・板付六丁目
- 市道那珂麦野線：板付団地第一・板付団地第二・板付農協前・板付四丁目・板付七丁目
- 市道下月隈高木線：板付団地第一・板付中央公園前